# Enjoy Movies
Enjoy Movies — российская кинокомпания, которая специализируется на производстве кинофильмов для широкой аудитории. Основана в 2010 году Сариком Андреасяном, Гевондом Андреасяном и Георгием Малковым. Штаб-квартира компании располагается в Москве.

## История
Первоначально студия специализировалась на выпуске комедий. Многие фильмы компании стали кассово успешными, два из них («Беременный» и «Мамы») были лидерами кинопроката России. Тем не менее, для большинства фильмов от Enjoy Movies характерно большое количество отрицательных отзывов и рецензий от зрителей и кинокритиков.
В 2012 году компания выпустила пять фильмов, собрав 836,327 млн руб. (в период со 2 января по 17 декабря 2012 года), заняв первое место в списке самых кассовых продюсерских центров и кинокомпаний России в 2012 году.
В 2013—2017 годах компания входила в число студий-лидеров, получающих возвратное и безвозвратное финансирование от Фонда кино.
Осенью 2014 года компания объявила о том, что она разделилась на два продюсерских центра, один из которых (ООО «Ультра Стори») основал Георгий Малков, а во втором (ООО «Энджой Мувиз») остались Сарик и Гевонд Андреасяны. Несмотря на то, что обе команды решили начать экспериментировать в разных жанрах, подразделение Андреасянов пыталось переориентироваться на выпуск крупнобюджетных блокбастеров, таких как «Мафия: Игра на выживание» и «Защитники», но неудачно: большинство их фильмов в этот период стали кассовыми провалами.
В мае 2017 года братья Андреасяны объявили о своём выходе из «Enjoy Movies» по причине желания сосредоточиться на деятельности другой своей кинокомпании «Большое кино». Летом 2018 года Сарик Андреасян так прокомментировал свой уход из компании и предшествовавшие этому прокатные неудачи фильмов:

Всё произошедшее с нами за последние десять лет — хороший жизненный урок. Когда твои дела стремительно идут в гору, кажется, что всё, к чему ты прикасаешься, заработает. Многие думают, что наши проблемы начались после «Защитников», но это не так. «Защитники» сработали в ноль. А мы рассчитывали, что благодаря этому проекту нам удастся решить проблемы, начавшиеся из-за фильма «Голоса большой страны», который вышел за год до «Защитников» и провалился. Я рад, что сегодня смотрю на многие вещи иначе.

В июне 2017 года компания «Enjoy Movies» сообщила о намерении объявить себя банкротом. Однако в сентябре того же года студия вышла из банкротства, договорившись о реструктуризации своей задолженности со своим основным кредитором — «Банком Корпоративного Финансирования» («БКФ»). В 2018 году компания потеряла статус одного из лидеров кинопроизводства по версии Фонда кино.
В июле 2018 года пресс-служба Фонда кино сообщила, что компания «Enjoy Movies» полностью погасила все задолженности, вернув 50 млн рублей, предоставленные на фильм «Защитники», однако в феврале 2019 года выяснилось, что студия не вернула 112 788 535,36 рублей (90 000 000 — основной долг, 22 588 535,36 — проценты, 200 000 — госпошлина), выделенные в 2016 году на фильм «Аладдин». В декабре 2019 года интернет-издание «Секрет фирмы» со ссылкой на Telegram-канал «Mash» сообщило о том, что Фонд кино отсудил у кинокомпании 113 млн рублей.
С 1 октября 2021 года компания снова находится в состоянии банкротства из-за долгов перед киностудиями «Реновацио» и «Ангел», банком «БКФ» и Фондом кино, также к «Enjoy Movies» имеет финансовые претензии её бывший генпродюсер Георгий Малков.

## Фильмы (включая дочерние предприятия)
| Год  | Название                         | Режиссёр(ы) | Сценарист(ы)                                                                                         |
| ---- | -------------------------------- | --- | --- |
| 2011 | Беременный                       | Сарик Андреасян | Сарик Андреасян, Алексей Нужный и Ирина Милосская                                                    |
| 2012 | Няньки                           | Ашот Кещян | Сергей Мохначев, Павел Карнаухов и Ольга Антонова                                                    |
| 2012 | Мамы                             | Тихон Корнев, Ашот Кещян, Карен Оганесян, Эльдар Салаватов, Сарик Андреасян, Дмитрий Дюжев, Евгений Абызов, Алан Бадоев и Кирилл Козлов | Тихон Корнев, Ольга Антонова, Сарик Андреасян, Алексей Нужный и Карен Оганесян                       |
| 2012 | Тот ещё Карлосон!                | Сарик Андреасян | Сарик Андреасян, Тихон Корнев, Павел Карнаухов и Сергей Мохначёв                                     |
| 2012 | Мужчина с гарантией              | Артём Аксёненко | Тихон Корнев                                                                                         |
| 2012 | Я буду рядом                     | Павел Руминов | Павел Руминов и Тихон Корнев                                                                         |
| 2012 | С новым годом, мамы!             | Артём Аксёненко, Сарик Андреасян, Антон Борматов, Дмитрий Грачёв и Клим Поплавский                                                      | Ольга Антонова, Сарик Андреасян, Леонид Марголин, Тигран Бакумян, Эмиль Никогосян и Александр Маркин |
| 2013 | Дублёр                           | Евгений Абызов | Сергей Мохначёв и Павел Карнаухов                                                                    |
| 2013 | Что творят мужчины!              | Сарик Андреасян | Сарик Андреасян, Ярослав Лукашевич, Павел Воронин и Тигран Бакумян                                   |
| 2013 | Остров везения                   | Кирилл Козлов | Святослав Савченко и Константин Трофимов                                                             |
| 2013 | Друзья друзей                    | Артём Аксёненко и Араик Оганесян | Павел Воронин, Ярослав Лукашевич и Тихон Корнев                                                      |
| 2014 | Кутис                            | Джонатан Милотт и Кэри Мернион | Ли Уоннелл, Иэн Бреннан и Джош С. Уоллер                                                             |
| 2014 | Чемпионы                         | Дмитрий Дюжев, Артём Аксёненко, Алексей Вакулов и Эмиль Никогосян                                                                       | Эмиль Никогосян, Александр Маркин, Леонид Марголин и Павел Руминов                                   |
| 2014 | Лёгок на помине                  | Евгений Абызов | Николай Ковбас и Алексей Нужный                                                                      |
| 2014 | Корпоратив                       | Олег Асадулин | Сергей Мохначёв и Павел Карнаухов                                                                    |
| 2014 | Смешанные чувства                | Георгий Малков | Эмиль Никогосян и Александр Маркин                                                                   |
| 2014 | Ограбление по-американски        | Сарик Андреасян | Рауль Инглис                                                                                         |
| 2014 | Мамы 3                           | Георгий Малков и Эмиль Никогосян | Эмиль Никогосян и Александр Маркин                                                                   |
| 2014 | Что творят мужчины! 2            | Сарик Андреасян | Таир Мамедов, Леонид Марголин и Сарик Андреасян                                                      |
| 2015 | Кровавая леди Батори             | Андрей Конст | Мэттью Джейкобс                                                                                      |
| 2015 | Приличные люди                   | Клим Поплавский | Георгий Малков, Павел Воронин и Ярослав Лукашевич                                                    |
| 2015 | Женщины против мужчин            | Таир Мамедов | Таир Мамедов, Сергей Нежданов и Леонид Марголин                                                      |
| 2015 | Неуловимые                       | Артём Аксёненко | Иван Капитонов, Тихон Корнев, Мехрали Пашаев, Алексей Френкель, Андрей Владимиренко и Симона Фридман |
| 2015 | Неуловимые: Последний герой      | Артём Аксёненко | Иван Капитонов, Тихон Корнев и Алексей Френкель                                                      |
| 2015 | Пиковая дама: Чёрный обряд       | Святослав Подгаевский | Святослав Подгаевский                                                                                |
| 2015 | Мафия: Игра на выживание         | Сарик Андреасян | Андрей Гаврилов                                                                                      |
| 2015 | Голоса большой страны            | Таир Мамедов | Андрей Гаврилов, Сергей Нежданов и Таир Мамедов                                                      |
| 2015 | Капсула                          | Келли Мэдисон | Никки Хоторн и Келли Мэдисон                                                                         |
| 2016 | Чемпионы: Быстрее. Выше. Сильнее | Артём Аксёненко | Эмиль Никогосян и Александр Маркин                                                                   |
| 2016 | Маршрут построен                 | Олег Асадулин | Иван Капитонов и Олег Асадулин                                                                       |
| 2016 | Всё о мужчинах                   | Сарик Андреасян, Михаил Жерневский и Леонид Марголин                                                                                    | Сарик Андреасян, Леонид Марголин, Дмитрий Преснецов, Ярослав Лукашевич и Артём Ефимов                |
| 2016 | Держи удар, детка                | Араик Оганесян | Леонид Марголин, Араик Оганесян и Артём Соловьёв                                                     |
| 2016 | Эластико                         | Михаил Расходников | Жаргал Бадмацыренов, Евгений Замалиев и Александр Кузьминов                                          |
| 2016 | Землетрясение                    | Сарик Андреасян | Сергей Юдаков, Алексей Гравицкий, Арсен Даниелян и Грант Барсегян                                    |
| 2016 | Неуловимые: Джекпот              | Артём Аксёненко | Тихон Корнев, Иван Капитонов, Мехрали Пашаев и Алексей Френкель                                      |
| 2016 | Неуловимые: Бангкок              | Артём Аксёненко | Тихон Корнев, Иван Капитонов, Мехрали Пашаев и Алексей Френкель                                      |
| 2016 | Дед Мороз. Битва Магов           | Александр Войтинский | Александр Войтинский, Лев Карасев, Лев Мурзенко и Анна Овсянникова                                   |
| 2017 | Защитники                        | Сарик Андреасян | Андрей Гаврилов                                                                                      |
| 2018 | Временные трудности              | Михаил Расходников | Иван Капитонов, Николай Ковбас, Георгий Малков и Михаил Расходников                                  |

## Сериал
| Название сериала | Дата выпуска | Канал    | Жанр  |
| ---------------- | ------------ | -------- | ----- |
| Я буду рядом     | 4 мая 2013   | Россия-1 | драма |

## Международное сотрудничество
Премьера фильма «Мамы» прошла за рубежом в Нью-Йорке, на которую были приглашены актёры Анастасия Заворотнюк, Игорь Верник, режиссёры Сарик Андреасян и Эльдар Салаватов. Организатором премьеры выступил продюсер Виталий Ализиер и кинокомпания «Alizier Films». Премьерный показ прошёл 2 марта 2012 года в театре «Миллениум».
20 мая 2013 года на Каннском кинорынке было объявлено, что творческое объединение «Enjoy Movies» и «Renovatio Entertainment», в рамках которого были сняты «Что творят мужчины!», «Дублёр» и «С новым годом, мамы!», создаёт международный партнёрский проект «Glacier Films» с Хайденом Кристенсеном и его братом Товом, и собирается снимать несколько международных «микробюджетных» картин с бюджетом каждого около $1,5 млн.
Первым фильмом стал ремейк «Большого ограбления банка в Сент-Луисе», который получил название «Ограбление по-американски». Его съёмки прошли в июне 2013 года. Главные роли в фильме сыграли Хайден Кристенсен, Эдриен Броуди и Джордана Брюстер. После «Ограбления по-американски» в совместном производстве «Enjoy Movies», «Glacier Films» и «The Woodshed» запускается комедийный хоррор «Кутис» с Элайджей Вудом в главной роли.

## Кассовые сборы и рейтинги на ТВ
| Фильм                            | Дата выхода в прокат | Прокатчик                | Сборы в России и СНГ | Дата премьеры на ТВ | Телеканал | Рейтинг/ доля |
| -------------------------------- | -------------------- | ------------------------ | -------------------- | ------------------- | --------- | ------------- |
| Беременный                       | 8 сентября 2011      | «Каропрокат»             | 224 млн руб.         | 22 января 2012      | Первый    | 5.8/ 14.7     |
| Мамы                             | 1 марта 2012         | «Каропрокат»             | 229 млн руб.         | 8 марта 2013        | Первый    | 4.9/ 14.4     |
| Тот ещё Карлосон!                | 15 марта 2012        | «Каропрокат»             | 308 млн руб.         | 6 сентября 2017     | Пятница!  | нет данных    |
| Няньки                           | 26 апреля 2012       | «Каропрокат»             | 168 млн руб.         | 10 сентября 2014    | СТС       | 1.8/ 6.2      |
| Мужчина с гарантией              | 27 сентября 2012     | «Каропрокат»             | 134 млн руб.         | 9 марта 2013        | Первый    | 4.7/ 12.9     |
| Я буду рядом                     | 6 декабря 2012       | «Каропрокат»             | 1 млн руб.           | 6 августа 2016      | ТНТ       | нет данных    |
| С новым годом, мамы!             | 27 декабря 2012      | «Каропрокат»             | 362 млн руб.         | 7 января 2014       | Первый    | 4.2/ 12.3     |
| Дублёр                           | 10 января 2013       | «Каропрокат»             | 200 млн руб.         | 19 августа 2013     | ТНТ       | 3.0/ 10.0     |
| Что творят мужчины!              | 28 февраля 2013      | «Каропрокат»             | 303 млн руб.         | 1 января 2015       | СТС       | нет данных    |
| Остров везения                   | 5 декабря 2013       | «Каропрокат»             | 159 млн руб.         | 12 июня 2014        | СТС       | нет данных    |
| Друзья друзей                    | 1 января 2014        | «Каропрокат»             | 272 млн руб.         | 28 декабря 2014     | СТС       | 2.4/ 6.7      |
| Чемпионы                         | 23 января 2014       | «Каропрокат»             | 183 млн руб.         | 8 мая 2015          | СТС       | нет данных    |
| Лёгок на помине                  | 27 февраля 2014      | «Каропрокат»             | 197 млн руб.         | 12 июня 2014        | СТС       | нет данных    |
| Корпоратив                       | 18 сентября 2014     | «WDSSPR»                 | 197 млн руб.         | 19 мая 2015         | СТС       | 1.6/ 5.0      |
| Смешанные чувства                | 2 октября 2014       | «Каропрокат»             | 97 млн руб.          | 8 марта 2015        | СТС       | 1.6/ 4.8      |
| Мамы 3                           | 25 декабря 2014      | «Централ Партнершип»     | 135 млн руб.         | 29 декабря 2015     | СТС       | нет данных    |
| Что творят мужчины! 2            | 1 января 2015        | «Каропрокат»             | 181 млн руб.         | 8 марта 2018        | Пятница!  | нет данных    |
| Ограбление по-американски        | 22 января 2015       | «Каропрокат»             | 150 млн руб.         | 17 сентября 2017    | НТВ       | 0.6/ 4.1      |
| Кровавая леди Батори             | 26 февраля 2015      | «Централ Партнершип»     | 58 млн руб.          | 17 сентября 2015    | СТС       | 0.3/ 8.0      |
| Неуловимые                       | 26 марта 2015        | «Двадцатый Век Фокс СНГ» | 37 млн руб.          | 22 июля 2019        | СТС       | нет данных    |
| Женщины против мужчин            | 1 апреля 2015        | «Каропрокат»             | 152 млн руб.         | 8 сентября 2015     | ТНТ       | 4.1/ 15.5     |
| Приличные люди                   | 30 апреля 2015       | «Двадцатый Век Фокс СНГ» | 84 млн руб.          | 9 сентября 2015     | ТНТ       | 3.3/ 13.8     |
| Пиковая дама: Чёрный обряд       | 10 сентября 2015     | «Вольга»                 | 139 млн руб.         | 25 июня 2016        | ТНТ       | 1.5/ 8.4      |
| Кутис                            | 18 сентября 2015     | «Каропрокат»             | 14 млн руб.          | —                   | —         | —             |
| Неуловимые: Последний герой      | 29 октября 2015      | «Двадцатый Век Фокс СНГ» | 12 млн руб.          | 23 июля 2019        | СТС       | нет данных    |
| Мафия: Игра на выживание         | 1 января 2016        | «Каропрокат»             | 318 млн руб.         | 28 января 2017      | НТВ       | 1.3/ 5.3      |
| Голоса большой страны            | 7 января 2016        | «Каропрокат»             | 22 млн руб.          | 1 мая 2016          | НТВ       | 0.4/ 1.8      |
| Чемпионы: Быстрее. Выше. Сильнее | 18 февраля 2016      | «Двадцатый Век Фокс СНГ» | 172 млн руб.         | 21 августа 2016     | НТВ       | 2.0/ 6.7      |
| Маршрут построен                 | 31 марта 2016        | «Двадцатый Век Фокс СНГ» | 52 млн руб.          | —                   | —         | —             |
| Всё о мужчинах                   | 1 сентября 2016      | «Каропрокат»             | 72 млн руб.          | 27 апреля 2017      | ТНТ       | 2.3/ 9.6      |
| Держи удар, детка                | 6 октября 2016       | «Каропрокат»             | 40 млн руб.          | —                   | —         | —             |
| Эластико                         | 24 ноября 2016       | «Наше Кино»              | 19 млн руб.          | 13 июля 2018        | НТВ       | 0.9/ 6.1      |
| Землетрясение                    | 1 декабря 2016       | «Каропрокат»             | 220 млн руб.         | 4 декабря 2021      | Мир       | нет данных    |
| Неуловимые: Джекпот              | —                    | —                        | —                    | 24 июля 2019        | СТС       | нет данных    |
| Неуловимые: Бангкок              | —                    | —                        | —                    | 25 июля 2019        | СТС       | нет данных    |
| Дед Мороз. Битва магов           | 24 декабря 2016      | «Двадцатый Век Фокс СНГ» | 157 млн руб.         | 7 января 2018       | НТВ       | нет данных    |
| Защитники                        | 23 февраля 2017      | «Каропрокат»             | 273 млн руб.         | 22 сентября 2017    | СТС       | 1.9/ 6.1      |
| Временные трудности              | 13 сентября 2018     | «Централ Партнершип»     | 95 млн руб.          | —                   | —         | —             |

## Награды
- В 2012 году фильм «Я буду рядом» получил гран-при кинофестиваля «Кинотавр»[84].
- В 2012 году фильм «Мамы» получил приз прессы в номинации «За самую светлую комедию» на кинофестивале «Улыбнись, Россия!»[85].
- В 2018 году фильм «Временные трудности» получил премию МКФ в Саленто в номинации «Лучший фильм»[86], премию МКФ в Ольденбурге в номинации «Лучший независимый фильм»[87] и специальный диплом жюри V Международного кинофестиваля «Шёлковый путь»[88].

## Комментарии
1. ↑  Сериал снят по заказу телеканала «Интер».
2. ↑  Без учёта кабельных киноканалов.